# Вільянуева-де-Асоаге
Вільянуева-де-Асоаге (ісп. Villanueva de Azoague) — муніципалітет в Іспанії, у складі автономної спільноти Кастилія-і-Леон, у провінції Самора. Населення — 330 осіб (2010).
Муніципалітет розташований на відстані близько 240 км на північний захід від Мадрида, 55 км на північ від Самори.
На території муніципалітету розташовані такі населені пункти: (дані про населення за 2010 рік)
- Кастропепе: 70 осіб
- Вільянуева-де-Асоаге: 260 осіб

## Демографія
Динаміка населення (INE ):